# Joseph Frederick Whiteaves
Joseph Frederick Whiteaves (né le 26 décembre 1835 – mort le 8 août 1909) est un paléontologue britanno-canadien.

## Biographie
Né à Oxford, Whiteaves reçoit une éducation dans des établissements privés, puis travaille sous la direction de John Phillips à Oxford (1858–1861). Il se spécialise dans l'étude de roches du Jurassique
En 1861, il voyage au Canada et se fait des contacts au Québec. En 1863, il est nommé conservateur de musée et secrétaire de la Société d'histoire naturelle de Montréal (Natural History Society of Montreal), postes qu'il occupe jusqu'en 1875.
En 1875, il rejoint la branche paléontologique de la Commission géologique du Canada à Montréal. Il devient paléontologue l'année suivante puis, en 1877, obtient des responsabilités supplémentaires[réf. incomplète].